# Spectre (téléfilm, 1977)
Pour l’article homonyme, voir Spectre (téléfilm, 2006).
Pour les articles homonymes, voir Spectre.
Pour plus de détails, voir Fiche technique et Distribution.
Spectre est le titre d'un téléfilm britannique réalisé par Clive Donner et produit par Gene Roddenberry, diffusé le 22 mai 1977 sur le réseau NBC. Il a été coécrit par Roddenberry et Samuel A. Peeples. 

## Synopsis
Le criminologue et occultiste William Sebastian est engagé par Anitra Cyon afin de protéger son frère Geoffrey qu'elle suspecte d'utiliser la magie noire pour ses affaires. Sebastian qui a une santé chancelante à la suite de son affrontement avec le démon Asmodeus est assisté par une infirmière et gouvernante Lilith. Pour cette affaire, William demande à son vieil ami le Docteur Hamilton de lui venir en aide. Ils prennent l'avion pour l'Angleterre et font route vers la propriété des Cyon. Sur place, Geoffrey accuse sa sœur d'être folle mais les deux héros sont témoins de phénomènes surnaturels.

## Fiche technique
- Titre original : Spectre
- Réalisation : Clive Donner
- Scénario : Samuel A. Peeples et Gene Roddenberry d'après une histoire de Gene Roddenberry
- Musique : John Cameron
- Photographie : Arthur Ibbetson
- Montage : Peter Tanner
- Décors : Albert Witherick
- Effets spéciaux de maquillage : Nick Maley
- Création de la créature : Stuart Freeborn
- Producteur : Gordon L.T. Scott
- Producteur exécutif : Gene Roddenberry
- Producteur associé : Danny Steinmann
- Compagnies de production : Twentieth Century Fox Television - Norway Productions
- Compagnie de distribution : NBC
- Pays d'origine : USA - Royaume-Uni
- Langue : Anglais Mono
- Ratio écran : 1.33:1 plein écran 4:3
- Format : 35 mm
- Durée : 98 minutes

## Distribution
- Robert Culp : William Sebastian
- Gig Young : Dr Ham Hamilton
- John Hurt : Mitri Cyon
- Gordon Jackson : Inspecteur Cabell
- Ann Bell : Anitra Cyon
- James Villiers : Geoffrey Cyon
- Majel Barrett : Lilith
- Jenny Runacre : Sydna
- Angela Grant : Gouvernante
- Penny Irving : La première femme de ménage
- Vicki Michelle : Seconde femme de ménage
- Lindy Benson : La troisième femme de ménage
- Sally Farmiloe : La Quatrième femme de ménage
- Michael Latimer : Le copilote
- Carl Rigg : Le policier en uniforme
- Kim Schmidt : La femme policier